# فورت بيرس
فورت بيرس (بالإنجليزية: Fort Pierce)‏ هي مدينة أمريكية تقع في ولاية فلوريدا. تبلغ مساحة هذه المدينة 53.8 (كم²)،ويبلغ عدد سكانها 37516 نسمة حسب إحصاء سنة 2010 م 37516.تشير إحصاءات سنة 2000م بأن الكثافة السكانية في هذه المدينة تقدر بـ(982.7) نسمة/كم2 

## المناخ
يظهر الجدول التالي التغييرات المناخية على مدار السنة لفورت بيرس:
| البيانات المناخية لـفورت بيرس     | البيانات المناخية لـفورت بيرس | البيانات المناخية لـفورت بيرس | البيانات المناخية لـفورت بيرس | البيانات المناخية لـفورت بيرس | البيانات المناخية لـفورت بيرس | البيانات المناخية لـفورت بيرس | البيانات المناخية لـفورت بيرس | البيانات المناخية لـفورت بيرس | البيانات المناخية لـفورت بيرس | البيانات المناخية لـفورت بيرس | البيانات المناخية لـفورت بيرس | البيانات المناخية لـفورت بيرس | البيانات المناخية لـفورت بيرس |
| الشهر                             | يناير                         | فبراير                        | مارس                          | أبريل                         | مايو                          | يونيو                         | يوليو                         | أغسطس                         | سبتمبر                        | أكتوبر                        | نوفمبر                        | ديسمبر                        | المعدل السنوي                 |
| --------------------------------- | ----------------------------- | ----------------------------- | ----------------------------- | ----------------------------- | ----------------------------- | ----------------------------- | ----------------------------- | ----------------------------- | ----------------------------- | ----------------------------- | ----------------------------- | ----------------------------- | ----------------------------- |
| متوسط درجة الحرارة الكبرى °ف (°م) | 72.1 (22.3)                   | 73.9 (23.3)                   | 76.8 (24.9)                   | 80.3 (26.8)                   | 84.7 (29.3)                   | 87.9 (31.1)                   | 89.7 (32.1)                   | 89.5 (31.9)                   | 87.9 (31.1)                   | 84.2 (29.0)                   | 78.7 (25.9)                   | 74.0 (23.3)                   | 81.6 (27.6)                   |
| متوسط درجة الحرارة الصغرى °ف (°م) | 51.9 (11.1)                   | 54.3 (12.4)                   | 57.6 (14.2)                   | 62.1 (16.7)                   | 68.9 (20.5)                   | 73.1 (22.8)                   | 74.0 (23.3)                   | 74.3 (23.5)                   | 73.9 (23.3)                   | 69.2 (20.7)                   | 61.4 (16.3)                   | 55.3 (12.9)                   | 64.7 (18.2)                   |
| الهطول إنش (مم)                   | 2.35 (60)                     | 3.09 (78)                     | 3.68 (93)                     | 2.87 (73)                     | 3.78 (96)                     | 5.72 (145)                    | 6.04 (153)                    | 7.49 (190)                    | 7.69 (195)                    | 5.42 (138)                    | 3.58 (91)                     | 2.13 (54)                     | 53.84 (1٬366)                 |
| المصدر: National Weather Service  |                               |                               |                               |                               |                               |                               |                               |                               |                               |                               |                               |                               |                               |

## أعلام
- لوثر روبنسون
- لاري ساندرز
- جيف بلاكشير
- ريكو براونينغ
- راي فيلبس
- غاري ستيوارت
- داريل رايت
- زورا نيل هيرستون